# John Cage
John Milton Cage Jr. (Los Angeles, 5. rujna 1912. – New York City, 12. kolovoza 1992.) bio je američki skladatelj.
Poznat je po svojim pionirskim skladbama u području elektroničke glazbe. Jedan je od najznačajnih skladatelja 20. stoljeća.
Glavna djela:
- Silence (1943.)